# Maria Viktoria Linke
Maria Viktoria Linke (* 1976 in Jena) ist eine deutsche Dramaturgin und Theaterregisseurin.

## Leben
Maria Viktoria Linke wuchs in Ost-Berlin auf und studierte in Leipzig Theaterwissenschaft, Kulturwissenschaften und Journalistik. 
Von 2005 bis 2009 war sie als Dramaturgin am Neuen Theater Halle (Saale) beschäftigt und von 2009 bis 2011 am Anhaltischen Theater Dessau in selber Funktion. Seit 2010 führt sie auch Regie. 2011 wechselte sie ans Landestheater Tübingen als Chefdramaturgin.
Regelmäßig Gast als Dramaturgin ist sie am Ballhaus Ost Berlin, am Puppentheater Halle und am Düsseldorfer Schauspielhaus. Zudem hat sie seit 2013 einen Lehrauftrag an der Eberhard Karls Universität Tübingen. 
Von 2014 bis 2017 arbeitete sie als Chefdramaturgin am Theater Augsburg und übernahm mit Oliver Brunner die Künstlerische Leitung des Schauspiels. Ihre letzte Inszenierung am Theater Augsburg war die Komödie Pension Schöller. Parallel dazu begann sie bereits als freie Regisseurin zu arbeiten, ihre erste Inszenierung hierbei war Ännie (von Thomas Melle) am Staatstheater Darmstadt.

## Inszenierungen
- 2012: Hölderlinhafen. Das Megafonspektakel[2]
- 2014: Die Banditen von Gerolstein
- 2014: Wir lieben und wissen nichts
- 2015: Die heilige Johanna der Schlachthöfe
- 2015: Gift. Eine Ehegeschichte
- 2015: Der ideale Mann
- 2016: Endstation Sehnsucht
- 2016: Der jüngste Tag
- 2017: Ännie
- 2017: Pension Schöller